# 高之原站
高之原站（日语：／ Takanohara eki）位於日本奈良縣奈良市朱雀三丁目，是近畿日本鐵道（近鐵）京都線的車站，車站編號為B24。
1972年11月，隨著平城新城的建設，高之原站啟用。站名源於萬葉集中佐紀丘陵的古名“高野原”。現在高之原站是關西文化学術研究都市的進出門戶。

## 歷史
1972年，近铁计划在平城站以北2.6km，山田川站以南1.6km的地点设立新车站，7月正式开工。由于坡度较陡，在既有线路的东侧铺设了约900m的复线，建造了双向共用的95米站台，并沿架设在轨道上的天桥建设站厅。同年11月22日，为了配合平城新城的入住日（同年11月25日），在距离预定地以南约50m的地方开设临时站。普通、准急列车在此停站，当日约有750人乘车。1973年5月16日，沿跨线天桥建造的车站完工。车站正式启用，整座建筑为钢骨钢筋混凝土结构，建築面積為1,204m²。车站启用时，站台的有效长度为95米（可容纳4辆大型车），但预留了能容纳10辆大型车的土地，曾考虑过在旧本线用地内增设站台。
1976年12月5日，该站铺设了新的上下待机线，增设站台至2面4線。1977年1月18日，追加成为急行列车停靠站。1986年12月9日，高之原站列车自动控制系统开始运行，高之原变电所竣工。
1994年4月21日，前往奈良出席「第五届全国护绿大会」的皇太子夫妇在高之原站下车，奈良县知事柿本善也、奈良市长大川靖则在站前迎接。
1999年3月16日，追加成为特急列车停靠站。下行的京橿和京奈特急的部分列车在此停靠。2001年4月，平城新城自治联合会与万年青年俱乐部等团体将要求设置电梯的签名提交至近铁以及奈良县和奈良市。2004年10月22日，车站控制装置更新。2005年6月1日，近铁集中型信号运行管理系统（KOSMOS）开始运行。
2007年4月1日，PiTaPa卡开始使用。2012年3月20日，延长特急列车停靠时段，早间上行列车在此停靠。

## 车站构造
高之原站是一座跨站式地上車站。站內有2座島式站台及4條股道，其中外侧股道供先发及不停站的电车使用。站台有效使用長度為6節，檢票口有1处。

### 站台配置
| 站台 | 路線   | 方向 | 行目的地                                                                  |
| ---- | ------ | ---- | ------------------------------------------------------------------------- |
| 1・2 | 京都線 | 下行 | 大和西大寺、橿原神宮前方向 天理方向 奈良、大阪難波、神戶三宮方向 吉野方向 |
| 3・4 | 京都線 | 上行 | 新祝園、丹波橋、京都、京都國際會館方向                                    |

- 外侧2条股道（1号及4号）为主线，内侧2条股道（2号及3号）为待避线。此站为近铁中间站中唯一一座将外侧2条线设为主线的车站（京都线的竹田站与此相同，但由于跟京都市营地下铁同站，所以有所差别）。

## 特征

### 运营时刻
- 除特急列车以外的所有列车都在此停靠，部分时段特急列车也会在此停靠[16]。
  - 特急列车停站详情：9:40为止发往京都方向，15:36后发往大河西大寺方向的特急列车会在此停靠[16]，还包含平日上下行各两列及双休日下行两列、上行一列的京伊特急（日语：近鉄特急#京伊特急（京都 - 伊勢志摩間））列车[16]。
  - 2012年之前，岁末年初的跨年电车（包括下行列车）都不在此停站；2012年以后上下行列车都在此停站。
- 平日早间只有一班急行列车从高之原站发往京都[16]。
- 该站在1999年调图后成为部分特急列车停靠站，2003年京都线调图前曾有的快速急行列车均不在此停站。

### 设备及营业
- 该站为大和西大寺站管理的有人站。设置了支持PiTaPa和ICOCA的自动检票机和以及自动补票机（日语：自動精算機）（也支持回数券及IC卡的充值）。
- 特急票和定期票可以在专用自动售票机购买，部分时间段也可在窗口购票[17]。
- 在京都线上，从本站到大和西大寺附近各站，可以购买经由大阪难波站的阪神电铁联运票，阪神线内的近铁联运车票也只能买到该站。该站也售卖经由近铁丹波桥站的京阪电车联运票。
- 该站设置有近铁零售（日语：近鉄リテーリング）运营的便利店（FamilyMart近铁高之原站检票口内桥上店）[17]。

## 使用情况
高之原站近年来特定日的单日载客量的调查结果及近年来单日平均旅客发送量如下：
| 年度   | 特定日   | 特定日     | 1日平均 上車人次 |
| 年度   | 調查日   | 上下車人次 | 1日平均 上車人次 |
| ------ | -------- | ---------- | ---------------- |
| 1995年 | -        | -          | 20,109           |
| 1996年 | -        | -          | 20,233           |
| 1997年 | -        | -          | 19,774           |
| 1998年 | -        | -          | 19,819           |
| 1999年 | -        | -          | 19,885           |
| 2000年 | -        | -          | 19,225           |
| 2001年 | -        | -          | 18,809           |
| 2002年 | -        | -          | 18,669           |
| 2003年 | -        | -          | 18,661           |
| 2004年 | -        | -          | 18,505           |
| 2005年 | 11月08日 | 33,802     | 18,486           |
| 2006年 | -        | -          | 18,445           |
| 2007年 | -        | -          | 20,169           |
| 2008年 | 11月18日 | 36,779     | 20,096           |
| 2009年 | -        | -          | 19,927           |
| 2010年 | 11月09日 | 36,489     | 19,997           |
| 2011年 | -        | -          | 19,761           |
| 2012年 | 11月13日 | 35,637     | 19,579           |
| 2013年 | -        | -          | 19,882           |
| 2014年 | -        | -          | 19,091           |
| 2015年 | 11月10日 | 35,623     | 19,344           |
| 2016年 | -        | -          | 19,170           |
| 2017年 | -        | -          | 19,007           |
| 2018年 | 11月13日 | 34,836     | 18,809           |

## 站前碑刻

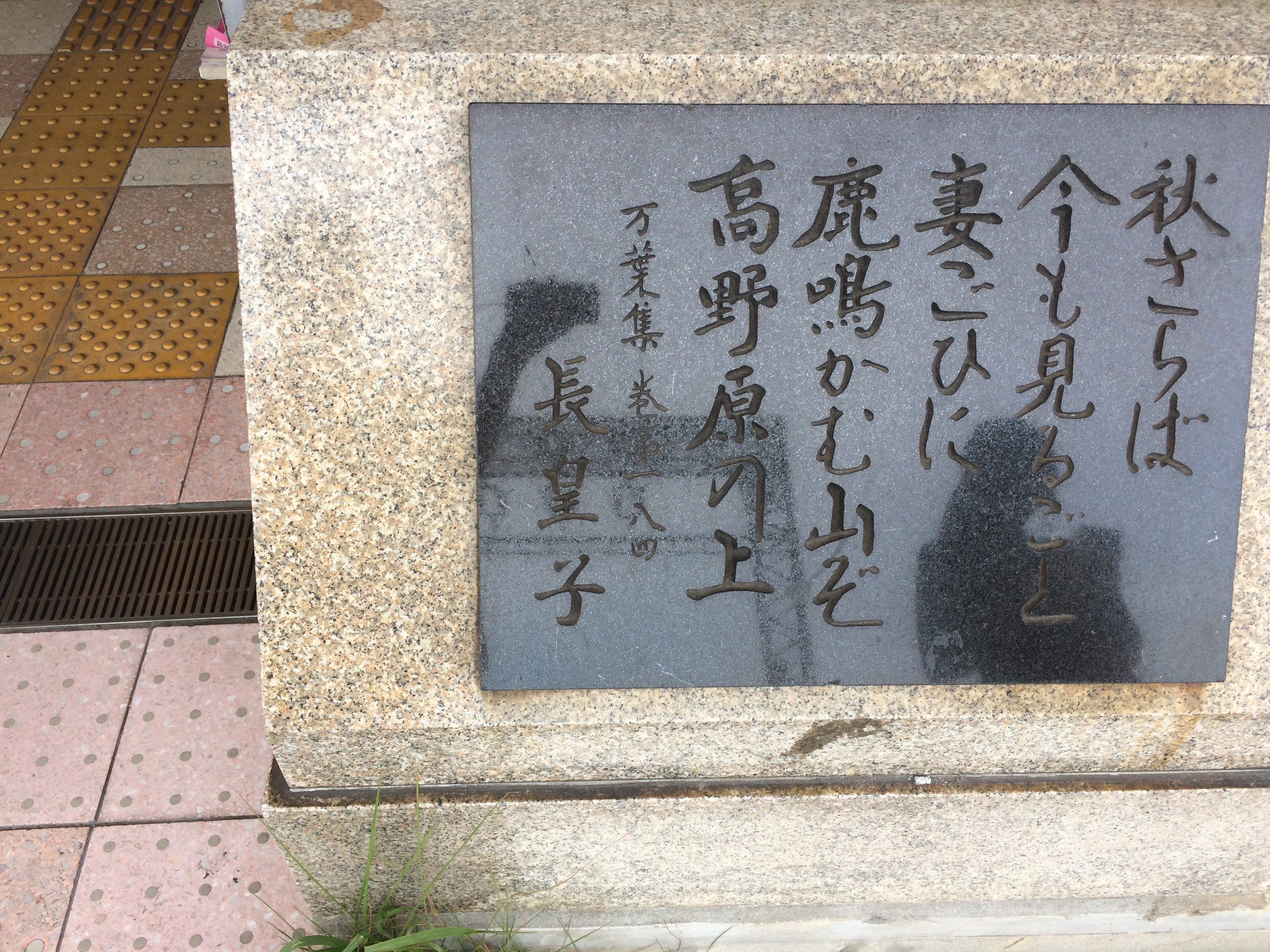
高之原站万叶歌歌碑

站前有一塊交代站名由来的万叶歌歌碑，碑文為：
|    | [ 註 1 ] |
| —— |          |

## 相鄰車站
近畿日本鐵道
 京都線
- □部分特急列車停站（僅限早間上行和傍晚以后的下行）

■急行
新祝園（B21）－高之原（B24）－大和西大寺（B26/A26）
■普通
山田川（B23）－高之原（B24）－平城（B25）
- 奈良自行车赛开赛日（部分日程除外）部分急行列車會在平城站臨時停站

## 外部連結
- 高之原 - 近畿日本鐵道
- 奈良交通集团主页“时刻・车费指南” （页面存档备份，存于）